# Madaba
Madaba (moabitisch מהדבא, „Wasser der Ruhe“; arabisch مأدبا, DMG Maʾdabā) ist eine Stadt in Jordanien mit 70.338 Einwohnern (Volkszählung 2004). Sie liegt rund 35 Kilometer südlich von Amman.

## Geschichte
Die von den Moabitern gegründete Stadt wird in der Bibel mehrfach erwähnt (u. a. Num 21,30 , Jos 13,9-16 ). Sie gehörte demnach zum Territorium des Stammes Ruben. 
Im 1. Jahrhundert v. Chr. kam die Stadt unter nabatäische Herrschaft, ab 106 n. Chr. war sie Teil der römischen Provinz Arabia. Im 4. Jahrhundert war die Stadt Bischofssitz, 614 wurde sie von den Persern erobert. 746 zerstörte ein Erdbeben die Stadt, die daraufhin von den Bewohnern aufgegeben wurde und verödete. 1880 wurde sie von Christen wiederbesiedelt, wobei unter Schutt alte Mosaiken gefunden wurden. 1897 gab es noch Reste von 10 Kirchen, die aber bereits in Wohnhäuser integriert waren.

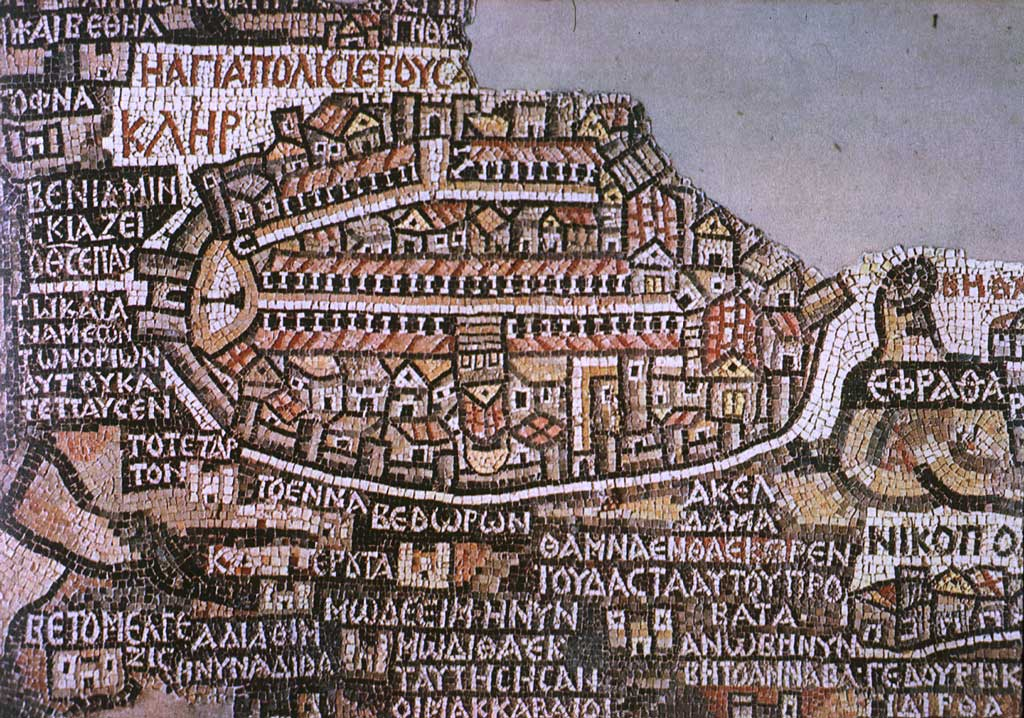
Jerusalem auf der Mosaikkarte von Madaba

Im Ort wurden seit Ende des 19. Jahrhunderts zahlreiche Kirchen und Häuser mit gut erhaltenen Mosaiken freigelegt. Als besonders bedeutend gilt die Mosaikkarte von Madaba, eine Landkarte Palästinas aus dem 6. Jahrhundert.
An Originalstandorten wurden zunächst ein archäologischer Park und 1978 ein Museum errichtet, das auch andere archäologische Funde präsentiert. Außerdem gibt es im Museum eine völkerkundliche Abteilung.

## Kirchen
- Apostelkirche, errichtet wohl 578/9, mit Mosaiken
- Georgs-Kirche

Die griechisch-orthodoxe Kirche ist dem heiligen Georg gewidmet. Hier befindet sich das oben genannte Mosaik mit der Landkarte Palästinas aus dem 6. Jahrhundert.
- Kirche Johannes der Täufer

Die 1913 fertiggestellte römisch-katholische Kirche (auf der höchsten Erhebung des Ortes) steht auf einer antiken Krypta, in der sich unter anderem ein Schrein mit einer Skulptur, die das Haupt von Johannes dem Täufer darstellt, Reste von antiken Mosaiken und ein moabitischer Brunnen befinden. Gänge führen von hier aus in andere Gebäude.

## Bildung

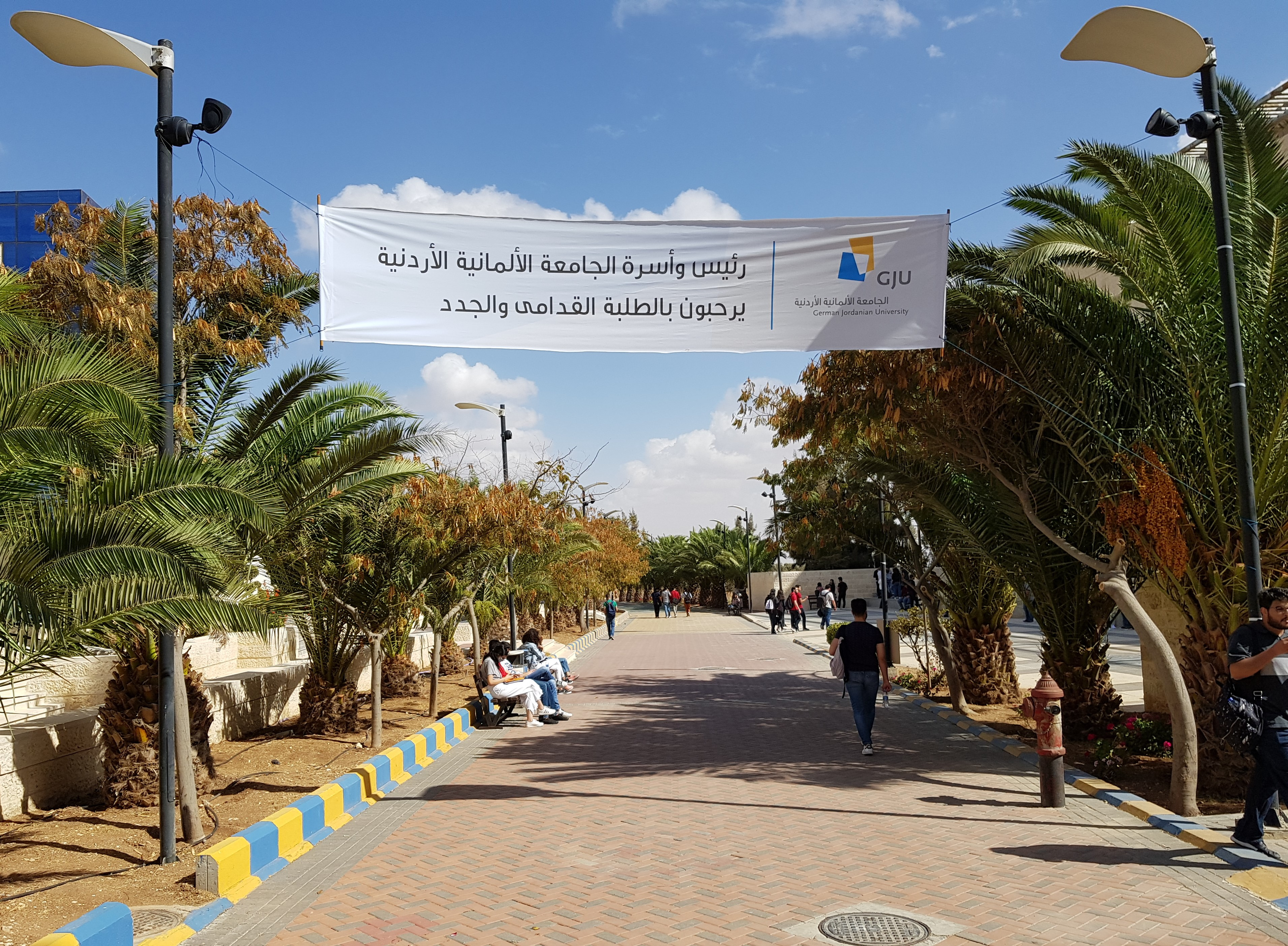
Campus der Deutsch-Jordanischen Universität (GJU)

Madaba ist Sitz der American University of Madaba (AUM) und des neuen Campus der German-Jordanian University (GJU).